# Nagy-Jažinačko-tó

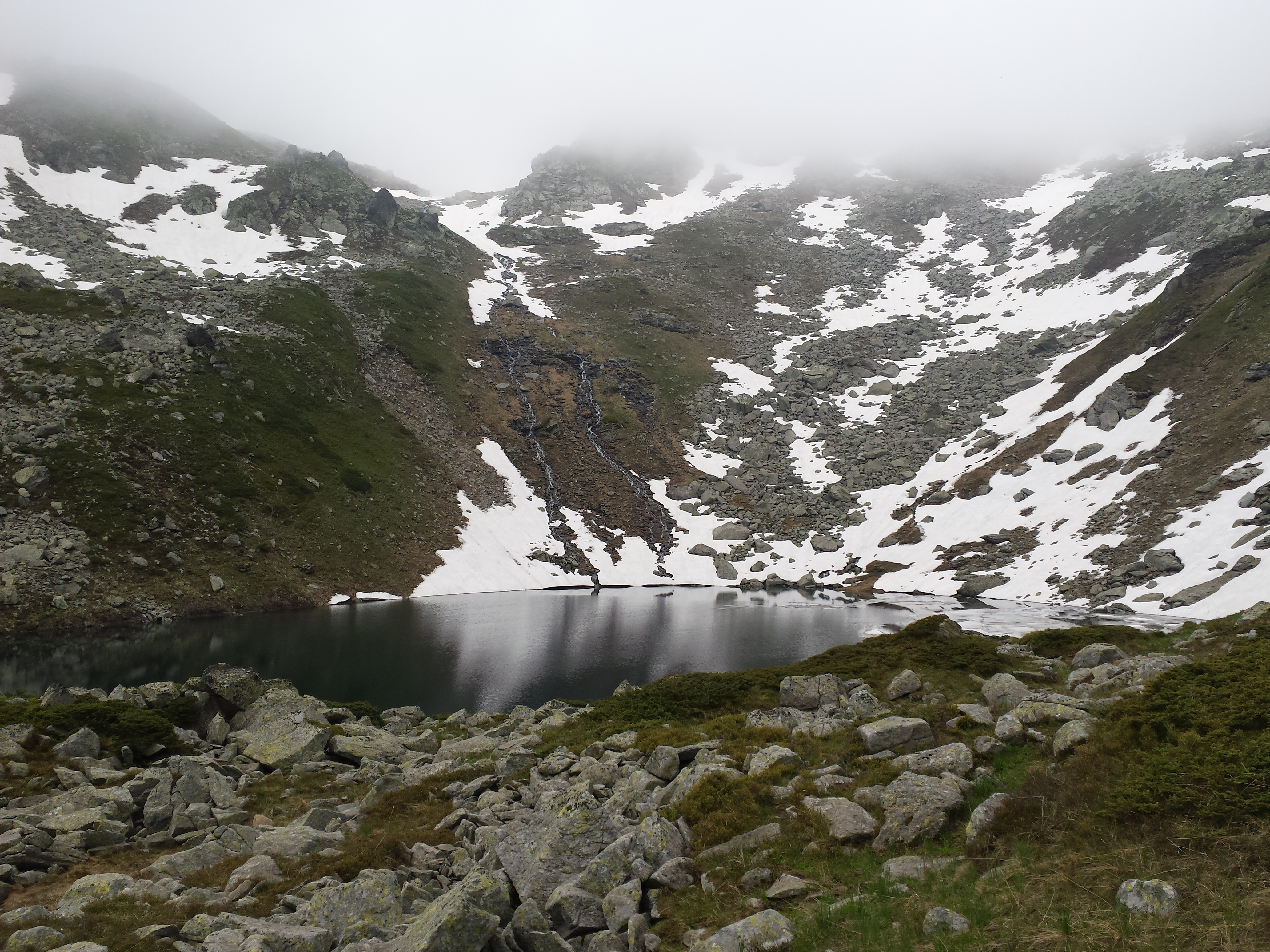
Jazhinca tó télen

A Nagy-Jažinačko-tó egy gleccsertó Koszovóban a Šar-hegység keleti részén. A tó a Peskovi hegycsúcs alatt fekszik közvetlenül, mintegy 2180 méteres tengerszint feletti magasságban. A tavat több oldalról nagyobb sziklák veszik körül, amelyek kiváló élőhelyet nyújtanak az itt élő állatok számára.

## Fordítás
Ez a szócikk részben vagy egészben  a   Big Lake of Jažince című angol Wikipédia-szócikk ezen változatának fordításán alapul.  Az eredeti cikk szerkesztőit annak laptörténete sorolja fel. Ez a jelzés csupán a megfogalmazás eredetét és a szerzői jogokat jelzi, nem szolgál a cikkben szereplő információk forrásmegjelöléseként.